# Gabriele Ambrosetti
Gabriele Ambrosetti (Varese, 7 agosto 1973) è un allenatore di calcio, dirigente sportivo ed ex calciatore italiano, di ruolo centrocampista e attaccante.

## Caratteristiche tecniche
Ambrosetti era un'ala sinistra, veloce e abile nel saltare l'uomo e dotato di un tiro potente e preciso dalla distanza.

## Carriera

### Calciatore

Gabriele Ambrosetti in -Parma del 15 dicembre 1996

Gabriele Ambrosetti in -Sampdoria del 15 maggio 1997

Cresciuto nel Varese vi debutta in serie C1 nel 1990 collezionando 8 presenze. Sempre nella società lombarda milita per altre due stagioni, in serie C2, venendo impiegato da seconda punta e chiudendo la sua esperienza con 50 presenze e 11 gol.
Nel 1993 passa al Brescia, in Serie B. Con 8 gol in 25 partite contribuisce alla promozione della squadra lombarda in Serie A; in quella stessa stagione vince il Torneo Anglo-Italiano a Wembley, dove le Rondinelle battono il Notts-County con un suo gol. L'anno seguente, al suo debutto nella massima serie, colleziona 9 presenze con 2 gol, prima di passare, nel novembre del 1994, al Venezia, in Serie B. In maglia neroverde totalizza 18 presenze e 3 reti.
Ritornato al Brescia, nel frattempo sceso in Serie B, gioca 9 partite segnando 2 reti prima di essere nuovamente ceduto.
Ritorna a giocare in Serie A: nel novembre 1995 approda al L.R. Vicenza, esordendo con la maglia biancorossa il 19 novembre contro il Napoli al San Paolo subentrando al 65º minuto al posto di Roberto Murgita. Il 14 gennaio 1996 segna il suo primo gol con la maglia berica nella partita Sampdoria-L.R. Vicenza. Il 24 marzo 1996 in L.R. Vicenza-Napoli 3-0 segna un gol di pregevole fattura da fuori area, con un tiro di sinistro dalla distanza potente e preciso indirizzato all'incrocio dei pali. Nella Serie A 1995-1996 colleziona 24 presenze e 3 reti.
L'annata 1996-1997 è la stagione della consacrazione: in campionato il Vicenza vince tre memorabili incontri ai danni della Juventus, dell'Inter e del Milan.
Il 24 novembre 1996 alla 10ª giornata, grazie alla doppietta realizzata da Ambrosetti contro la Reggiana, il Vicenza diventa capolista solitario in vetta alla classifica della Serie A 1996-1997.
Oltre all'ottimo rendimento in campionato, il Vicenza supera una dopo l'altra le sue avversarie nella Coppa Italia 1996-1997: Lucchese, Genoa, Milan, Bologna e Napoli, conquistando il trofeo il 29 maggio 1997. In Coppa Italia gioca 6 delle 9 partite, realizzando il 12 novembre 1996 a San Siro la rete farà uscire il Milan. Nella Serie A 1996-1997 colleziona 25 presenze e 7 reti.
Diventato da subito uno dei protagonisti della formazione vicentina, contribuisce al raggiungimento della semifinale in Coppa delle Coppe 1997-1998. Nella manifestazione europea disputa 7 partite realizzando due reti contro Legia Varsavia e Roda.
In seguito alla retrocessione del Vicenza, nell'estate 1999 passa al Chelsea per 3,5 milioni di sterline, fortemente voluto dal manager Gianluca Vialli che lo presenta come il Giggs italiano. Tra infortuni e difficoltà di adattamento al calcio inglese delude le aspettative totalizzando 16 apparizioni non particolarmente brillanti, complice anche un grave infortunio. Festeggia comunque la vittoria della Coppa d'Inghilterra e della Supercoppa di Lega, e l'esordio in Champions League, competizione nella quale realizza anche un gol, nella vittoriosa trasferta di Istanbul contro il Galatasaray.
Nell'ottobre 2000 rientra in Italia, in prestito al Piacenza militante in Serie B. Con la formazione emiliana torna titolare, ma subisce un grave infortunio al ginocchio nella trasferta contro il Siena. Con 14 presenze e 1 gol contribuisce alla promozione in Serie A dei biancorossi, che ne ottengono il prestito anche per la stagione successiva. Dopo altre 14 presenze fa ritorno (sempre in prestito) al Vicenza, che manca la promozione in Serie A sotto la guida del duo Viviani-Moro (subentrato a Eugenio Fascetti).
Dopo un'ulteriore stagione al Chelsea, nella quale non viene mai impiegato da Claudio Ranieri, si svincola dalla società londinese per tornare al Piacenza, nel frattempo retrocesso in Serie B. Disputa per intero la stagione 2003-2004 e rimane in rosa anche l'anno successivo, nel quale l'allenatore Giuseppe Iachini lo utilizza una sola volta da subentrato, proprio a Vicenza.
Nel gennaio 2005 rescinde il contratto con il Piacenza e si accasa alla Pro Patria in Serie C1. In maglia bustocca colleziona in tutto 41 presenze e una rete in due stagioni e mezzo.
Dal 2007 passa alla Fulgor Cardano, squadra lombarda del campionato di Promozione. Verso la fine del 2009 decide di concludere la sua carriera calcistica per dedicarsi alla carriera di consulente immobiliare.

### Dirigente
Il 28 aprile 2014 gli viene affidato l'incarico di direttore sportivo al Varese, squadra in cui è cresciuto. Il 21 ottobre successivo viene sollevato dall'incarico, in seguito a una lite con il responsabile dell'area tecnica Cannella, per poi essere reintegrato nello staff il 9 marzo 2015.
Nel gennaio 2016 entra nello staff tecnico di Francesco Guidolin allo Swansea. La sua esperienza con il club gallese termina il 3 ottobre 2016, quando Guidolin viene sollevato dall'incarico.

## Statistiche

### Presenze e reti nei club
| Stagione              | Squadra               | Campionato            | Campionato | Campionato | Coppe nazionali | Coppe nazionali | Coppe nazionali | Coppe continentali | Coppe continentali | Coppe continentali | Altre coppe | Altre coppe | Altre coppe | Totale | Totale |
| Stagione              | Squadra               | Comp                  | Pres       | Reti       | Comp            | Pres            | Reti            | Comp               | Pres               | Reti               | Comp        | Pres        | Reti        | Pres   | Reti   |
| --------------------- | --------------------- | --------------------- | ---------- | ---------- | --------------- | --------------- | --------------- | ------------------ | ------------------ | ------------------ | ----------- | ----------- | ----------- | ------ | ------ |
| 1990-1991             | Varese                | C1                    | 8          | 0          | CI              | ?               | ?               |                    |                    |                    |             |             |             | 8      | 0      |
| 1991-1992             | Varese                | C2                    | 16         | 2          | CI              | ?               | ?               |                    |                    |                    |             |             |             | 16     | 2      |
| 1992-1993             | Varese                | C2                    | 26         | 9          | CI              | ?               | ?               |                    |                    |                    |             |             |             | 26     | 9      |
| Totale Varese         | Totale Varese         | Totale Varese         | 50         | 11         |                 | ?               | ?               |                    |                    |                    |             |             |             | 50     | 11     |
| 1993-1994             | Brescia               | B                     | 25         | 8          | CI              | ?               | ?               | AI                 | 1+                 | 1+                 |             |             |             | 26+    | 9+     |
| 1994-nov.1994         | Brescia               | A                     | 9          | 2          | CI              | 2               | 0               |                    |                    |                    |             |             |             | 11     | 2      |
| nov.1994-1995         | Venezia               | B                     | 18         | 3          | CI              | -               | -               |                    |                    |                    |             |             |             | 18     | 3      |
| 1995-nov.1995         | Brescia               | B                     | 9          | 2          | CI              | ?               | 0               |                    |                    |                    |             |             |             | 9      | 2      |
| Totale Brescia        | Totale Brescia        | Totale Brescia        | 43         | 12         |                 | 2               | 0               |                    | 1+                 | 1+                 |             |             |             | 46+    | 13+    |
| nov.1995-1996         | L.R. Vicenza          | A                     | 24         | 3          | CI              | -               | -               |                    |                    |                    |             |             |             | 24     | 3      |
| 1996-1997             | L.R. Vicenza          | A                     | 25         | 6          | CI              | 6               | 1               |                    |                    |                    |             |             |             | 31     | 7      |
| 1997-1998             | L.R. Vicenza          | A                     | 30         | 5          | CI              | ?               | 0               | CdC                | 7                  | 2                  | SI          | 1           | 0           | 38     | 7      |
| 1998-1999             | L.R. Vicenza          | A                     | 24         | 4          | CI              | ?               | ?               |                    |                    |                    |             |             |             | 24     | 4      |
| 1999-2000             | Chelsea               | PL                    | 16         | 0          | FACup+CdL       | 1+1             | 0+0             | UCL                | 5                  | 1                  |             |             |             | 23     | 1      |
| 2000-ott.2000         | Chelsea               | PL                    | 0          | 0          | FACup+CdL       | 0+0             | 0+0             | CU                 | 0                  | 0                  | CS          | 0           | 0           | 0      | 0      |
| ott.2000-2001         | Piacenza              | B                     | 14         | 1          | CI              | -               | -               |                    |                    |                    |             |             |             | 14     | 1      |
| 2001-gen.2002         | Piacenza              | A                     | 14         | 0          | CI              | 2               | 0               |                    |                    |                    |             |             |             | 16     | 0      |
| gen.2002-2002         | L.R. Vicenza          | B                     | 11         | 1          | CI              | -               | -               |                    |                    |                    |             |             |             | 11     | 1      |
| Totale Vicenza        | Totale Vicenza        | Totale Vicenza        | 114        | 19         |                 | 6               | 1               |                    | 7                  | 2                  |             | 1           | 0           | 128    | 22     |
| 2002-2003             | Chelsea               | PL                    | 0          | 0          | FACup+CdL       | 0+0             | 0+0             | CU                 | 0                  | 0                  |             |             |             | 0      | 0      |
| Totale Chelsea        | Totale Chelsea        | Totale Chelsea        | 16         | 0          |                 | 2               | 0               |                    | 5                  | 1                  |             | 0           | 0           | 23     | 1      |
| 2003-2004             | Piacenza              | B                     | 27         | 1          | CI              | 1               | 0               |                    |                    |                    |             |             |             | 28     | 1      |
| 2004-gen.2005         | Piacenza              | B                     | 1          | 0          | CI              | 1               | 0               |                    |                    |                    |             |             |             | 2      | 0      |
| Totale Piacenza       | Totale Piacenza       | Totale Piacenza       | 56         | 2          |                 | 4               | 0               |                    |                    |                    |             |             |             | 60     | 2      |
| gen.2005-2005         | Pro Patria            | C1                    | 11         | 0          | CIC             | -               | -               |                    |                    |                    |             |             |             | 11     | 0      |
| 2005-2006             | Pro Patria            | C1                    | 8          | 0          | CI+CIC          | 1+?             | 0+?             |                    |                    |                    |             |             |             | 9+     | 0+     |
| 2006-2007             | Pro Patria            | C1                    | 22         | 1          | CI+CIC          | 1+?             | 0+?             |                    |                    |                    |             |             |             | 23+    | 1+     |
| Totale Pro Patria     | Totale Pro Patria     | Totale Pro Patria     | 41         | 1          |                 | 2+?             | 0+?             |                    |                    |                    |             |             |             | 43+    | 1+     |
| 2007-2008             | Fulgorcardano         | Prom.                 | 27         | 13         |                 |                 |                 |                    |                    |                    |             |             |             | 27+    | 13+    |
| 2008-2009             | Fulgorcardano         | Prom.                 | 22         | 11         |                 |                 |                 |                    |                    |                    |             |             |             | 22+    | 11+    |
| 2009-2010             | Fulgorcardano         | Prom.                 | 2          | 0          |                 |                 |                 |                    |                    |                    |             |             |             | 2+     | 0+     |
| Totale Fulgor Cardano | Totale Fulgor Cardano | Totale Fulgor Cardano | 51         | 24         |                 |                 |                 |                    |                    |                    |             |             |             | 51+    | 24+    |
| Totale carriera       | Totale carriera       | Totale carriera       | 389        | 82         |                 | 16+             | 1+              |                    | 13+                | 4+                 |             | 2           | 0           | 420+   | 87+    |

## Palmarès

### Competizioni nazionali
- Coppa Italia: 1

Vicenza: 1996-1997
- Coppa d'Inghilterra: 1

Chelsea: 1999-2000
- Charity Shield: 1

Chelsea: 2000

### Competizioni internazionali
- Torneo Anglo-Italiano: 1

Brescia: 1993-1994